# Antiblemma herilis
Antiblemma herilis är en fjärilsart som beskrevs av William Schaus 1913. Antiblemma herilis ingår i släktet Antiblemma och familjen nattflyn. Inga underarter finns listade i Catalogue of Life.